# Сребрна арована
Сребрна арована или само арована (Osteoglossum bicirrhosum) је слатководна риба из породице Osteoglossidae, понегде чувана у акваријумима. Име рода Osteoglossum у буквалном преводу значи кошчати језик, а назив врсте bicirrhosum значи две мрене.

## Опис
Ово је јужноамеричка врста која живи у сливу Амазона, рекама Рупунуни и Ојапок, као и у водама Гијанске регије. Ова риба има релативно велико, дуго тело, а шиљати реп, са дорзалним и аналним перајима која се протежу све до малог каудалног пераја, са којима су готово спојени. Може да расте до максималне величине 90 cm. За разлику од црне ароване, ова врста има исту боју током целог свог живота.
Ова врста се назива „риба мајмун” због своје способности да искочи из воде и ухвати свој плен. Обично плива близу површине воде и чека плен. Иако су пронађени примерци са остацима птица, слепих мишева и змија у свом желуцу, њена главна исхрана се састоји од ракова, инсеката, мањих риба и других животиња које плутају на површини воде, будући да јој је вилица прилагођена овој врсти исхране.
Сребрна арована се понекад назива и „риба змај” од стране аквариста због својих светлих шкрга које посећају на оклоп и двоструке мрене која подсећа на изглед змаја у азијским фолклорима.